# Rezolucja Rady Bezpieczeństwa ONZ nr 252
Rezolucja Rady Bezpieczeństwa ONZ nr 252, przyjęta 21 maja 1968 r.
Po liście Stałego Przedstawiciela Jordanii, wysłuchaniu oświadczeń Izraela i Jordanii oraz działań podjętych przez Izrael przeciwko rezolucjom Zgromadzenia Ogólnego w tej sprawie,
Rada potwierdziła, że nabycie terytorium przez podbój wojskowy jest niedopuszczalne i ubolewa nad tym, że Izrael nie zastosował się do rezolucji Zgromadzenia Ogólnego.
Rada uznała, że wszelkie środki legislacyjne i administracyjne oraz działania, które mają tendencję do zmiany statusu prawnego Jerozolimy, są nieważne i nie mogą zmienić tego statusu i pilnie wezwały Izrael do unieważnienia wszystkich już podjętych środków i do natychmiastowego zaprzestania podejmowania jakichkolwiek dalszych działań, które zmierzają do zmiany statusu Jerozolimy.
Uchwała została podjęta 13 głosami za, bez głosów sprzeciwu, Kanada i Stany Zjednoczone wstrzymały się od głosu.

## Tekst
- Rezolucja nr 252 w języku francuskim
- Rezolucja nr 252 w języku angielskim